# Apfelbeckiella dobrogica
Apfelbeckiella dobrogica är en mångfotingart som beskrevs av Ionel Grigore Tabacaru 1966. Apfelbeckiella dobrogica ingår i släktet Apfelbeckiella och familjen kejsardubbelfotingar. Inga underarter finns listade i Catalogue of Life.